# Aquaduct van Padre Tembleque
Het Aquaduct van Padre Tembleque (Spaans: Acueducto del Padre Tembleque) is een Mexicaans aquaduct aangelegd tussen 1553 en 1570 onder de leiding van de Franciscanerbroeder Padre Tembleque. Het viaduct brengt water van bij de Tecajetevulkaan bij Zempoala naar de stad Otumba, over een afstand van 48 km.
Het aquaduct stroomt grotendeels op of vlak onder het grondniveau maar gaat ook voor enkele segmenten tot 2 meter onder de grond, en heeft eveneens zes arcaden, de eerste heeft 54 bogen en bereikt een hoogte van 8,35 m bij een breedte van 1,41 m, de tweede telt 14 bogen, een derde is een kleine arcade, de vierde arcade bestaat uit 67 bogen. Deze laatste arcade, de arcade van burgemeester Tepeyahualco, is gelegen bij het stadje Santiago Tepeyahualco heeft een lengte van 904 meter en bereikt bij de 42e boog een hoogte van 38,75 meter. Het aquaduct overspant daar de vallei van de Papalote. De twee laatste arcaden zijn terug kleine arcaden in Otumba zelf. Het verval over de totale lengte bedraagt zo'n 200 meter.
Het aquaduct is het belangrijkste waterbouwkundig kunstwerk gebouwd tijdens de periode van Nieuw-Spanje. Pater Tenbleque heeft zijn geesteskind voorzien van een kapelletje, maar tegelijk gedoogd dat zijn indiaanse helpers het versierden met vele heidense symbolen.
Op 5 juli 2015 werd tijdens de 39e sessie van de Commissie voor het Werelderfgoed in Bonn dit erfgoed uitgeroepen tot werelderfgoed en als "Hydraulisch systeem van het aquaduct van Padre Tembleque" toegevoegd aan de werelderfgoedlijst van de UNESCO. Het monument is gekaderd in een beschermingszone van 6.540 ha met een bufferzone van 34.820 ha
- Library of Congress Control Number: sh2017004373
- Nationale Bibliotheek van Israël: 987007407545005171
- Virtual International Authority File: 3805149844952402960006

Agavelandschap en oude industriële faciliteiten van Tequila · Hydraulisch systeem van het aquaduct van Padre Tembleque · Oude Mayastad en beschermde tropische regenwouden van Calakmul, Campeche · Historische versterkte stad Campeche · Precolumbiaanse stad Chichén Itzá · Centrale Universiteitsstadscampus van de Nationale Autonome Universiteit van Mexico · Biosfeerreservaat El Pinacate y Gran Desierto de Altar · El Camino Real de Tierra Adentro · Precolumbiaanse stad El Tajín · Franciscaanse missieposten in de Sierra Gorda van Queretaro  · Historische stad Guanajuato en aangrenzende mijnen · Hospicio Cabañas, Guadalajara · Eilanden en beschermde gebieden in de Golf van Californië · Luis Barragánhuis en -studio · Historisch Centrum van Mexico-Stad en Xochimilco · Vroeg-16e-eeuwse kloosters op de hellingen van de Popocatépetl · Historisch centrum van Morelia · Historisch centrum van Oaxaca en Monte Albán · Precolumbiaanse stad en nationaal park Palenque · Archeologische zone van Paquimé, Casas Grandes · Historisch centrum van Puebla · Historische monumentenzone van Querétaro · Revillagigedo-archipel · Biosfeerreservaat van de monarchvlinder · Rotstekeningen van de Sierra de San Francisco · Beschermde stad San Miguel en het Heiligdom van Jesús de Nazareno de Atotonilco · Sian Ka'an · Precolumbiaanse stad Teotihuacan · Historische monumentenzone van Tlacotalpan · Precolumbiaanse stad Uxmal · Walvisreservaat van El Vizcaíno · Archeologische monumentenzone van Xochicalco · Historisch centrum van Zacatecas · Tehuacán-Cuicatlánvallei: oorspronkelijke habitat van Mesoamerika